# Kallaste (Muhu)
Kallaste je pobřežní vesnice na třetím největším estonském ostrově Muhu v Baltském moři v obci Muhu v kraji Saaremaa.

## Další informace
v roce 2000 zde žilo 71 obyvatel v roce 2019 se uvádí 100 obyvatel.
Vesnicí vede zpevněná štěrková cesta a jsou zde dvě autobusové zastávky. Turistickou i geologickou zajímavostí Kallaste je dolomitový Klif Üügu (Üügu pank). Doložené je také osídlení z doby kamenné (nálezy pohřebišť aj. menší nálezy). První písemné záznamy o Kallaste pocházejí z roku 1569 nebo 1571 pod jménem Kullaßsche Lulle nebo Kaillaßsche.

## Galerie

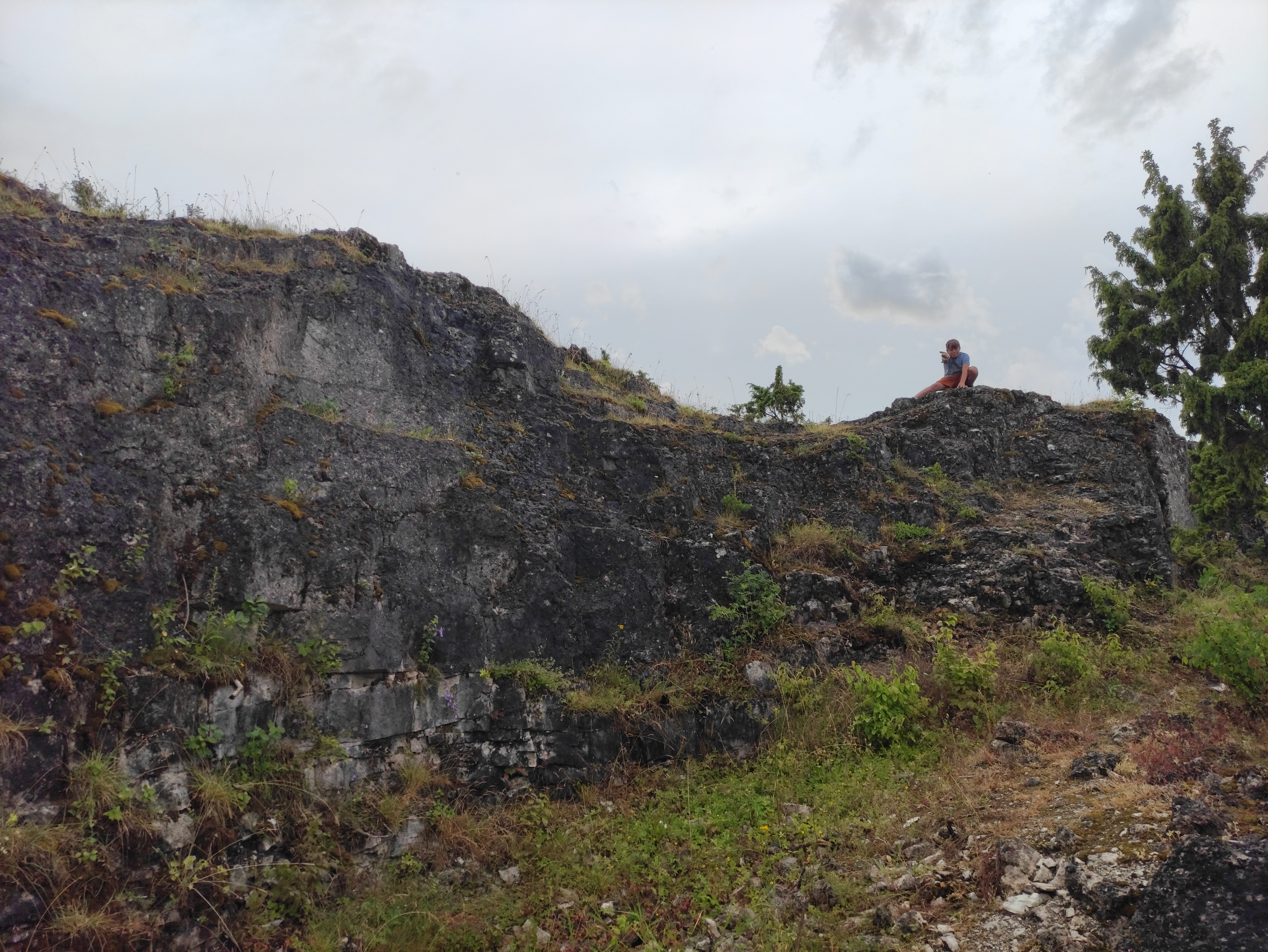
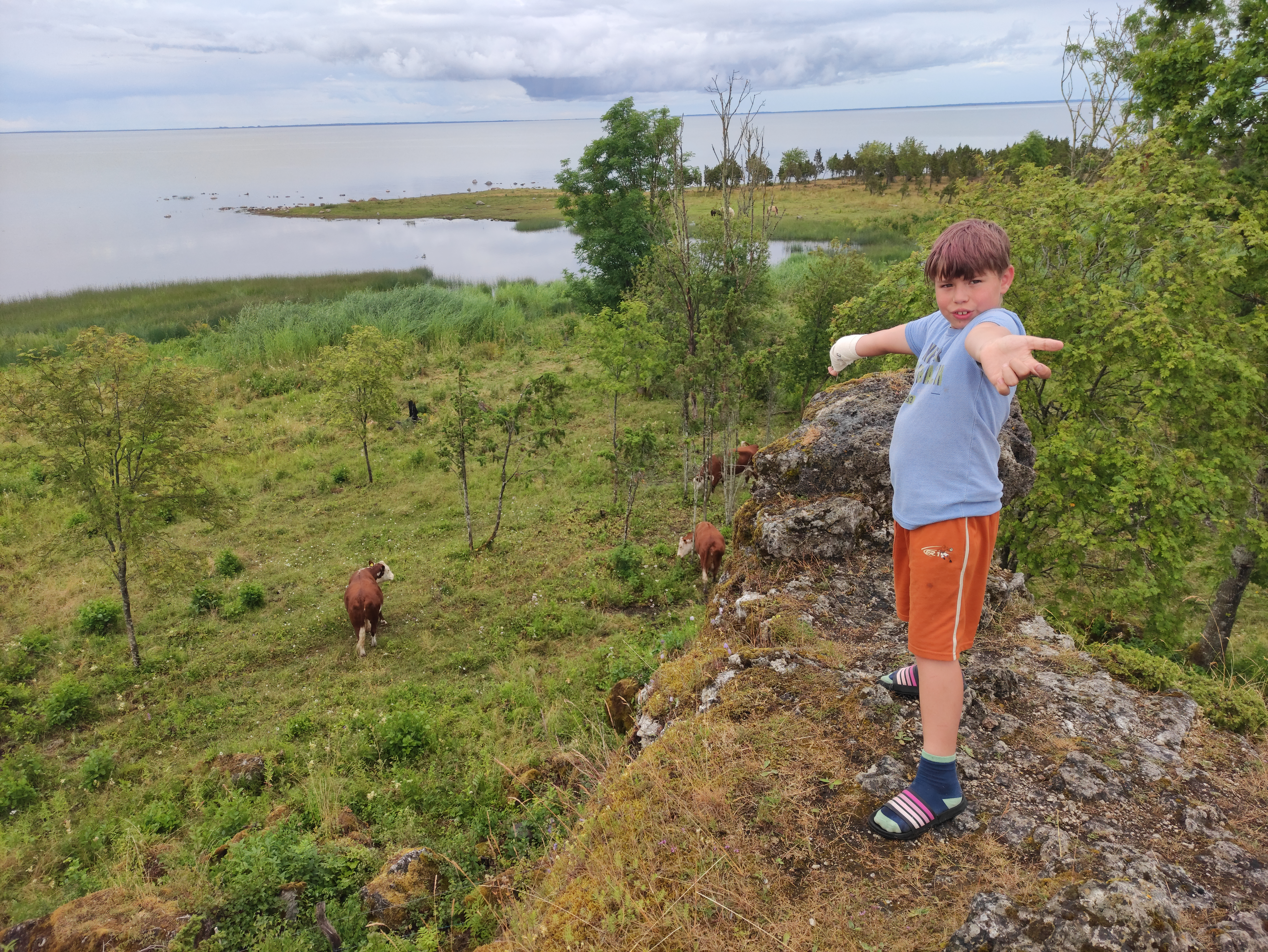